# Wielka Orkiestra Świątecznej Pomocy

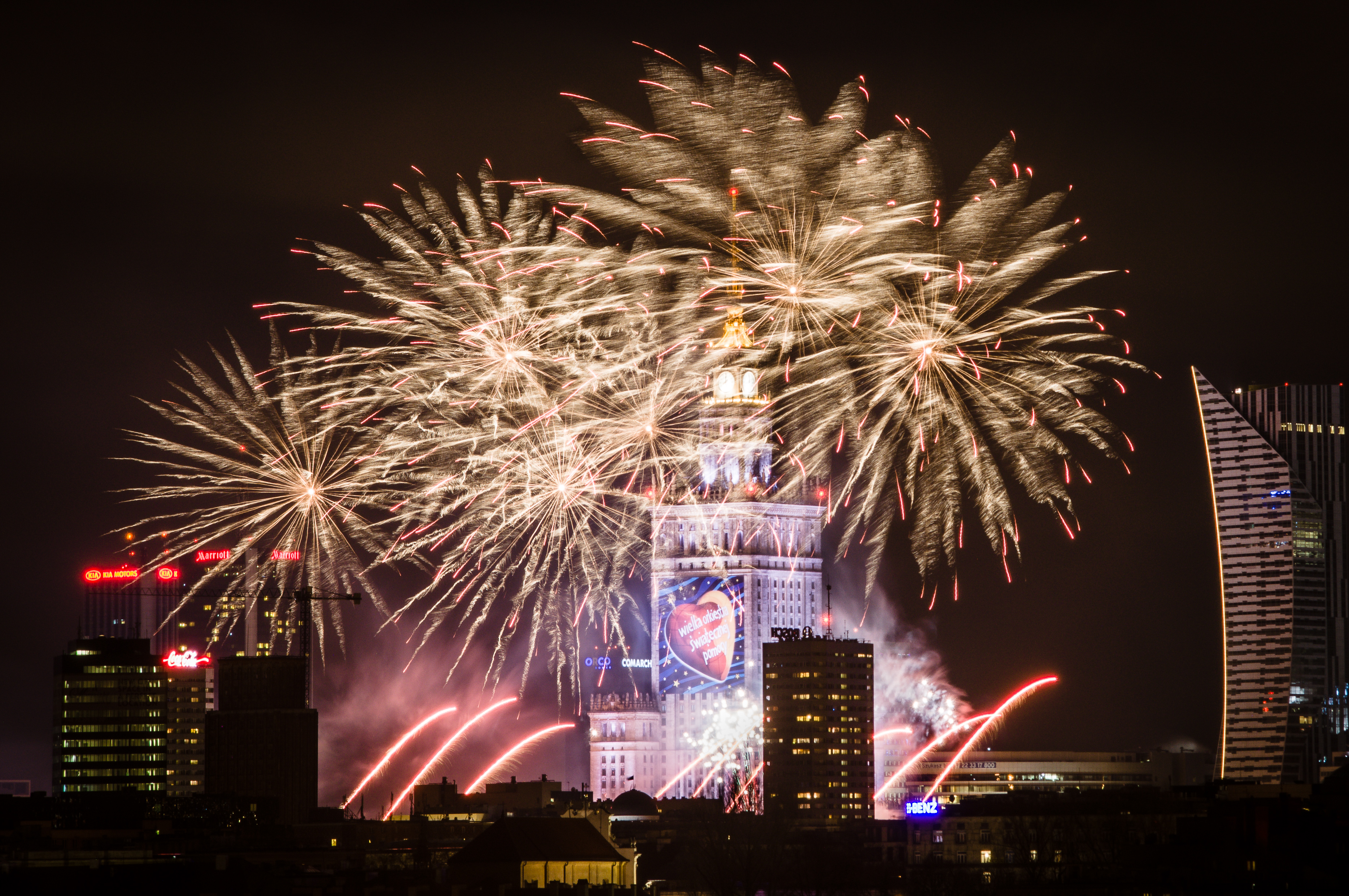
De inzameling wordt afgesloten met een vuurwerkshow

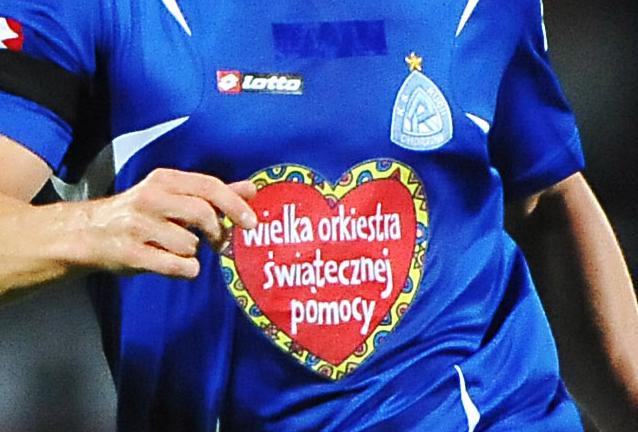
Logo op het shirt van een voetballer

Wielka Orkiestra Świątecznej Pomocy (WOŚP, vertaald: Het Grote Benefiet Kerstorkest, officiële Engelse naam: The Great Orchestra of Christmas Charity) is de grootste goededoelorganisatie van Polen. Het werd opgericht in 1993 door Jerzy Owsiak. De finale vindt doorgaans plaats op de tweede zondag van januari. Het geld wordt ingezameld door middel van collectes, benefietconcerten en veilingen. Met dit geld worden medische programma's gefinancierd, met name ten behoeve van kinderen. WOŚP koopt medische apparatuur voor ziekenhuizen en klinieken in Polen en biedt cursussen eerste hulp aan. In een marktonderzoek uit 2013 kwam WOŚP uit de bus als sterkste merk in Polen, in 2016 was het de op een na sterkste. In de eerste 26 jaar is in totaal 951 miljoen złoty (ruim 200 miljoen euro) ingezameld. WOŚP is tevens organisator van Przystanek Woodstock. In Nederland wordt WOŚP gevierd in Amsterdam, Rotterdam, Schiedam, Brunssum, Horst, Den Haag en Eindhoven.
Tijdens een evenement van WOŚP op 13 januari 2019 werd de burgemeester van Gdańsk, Paweł Adamowicz op het podium neergestoken. Hij overleed een dag later.